# Gynoplistia insolita
Gynoplistia insolita är en tvåvingeart som beskrevs av Walker 1865. Gynoplistia insolita ingår i släktet Gynoplistia och familjen småharkrankar. Inga underarter finns listade i Catalogue of Life.